# Festvåningen på Stockholms slott

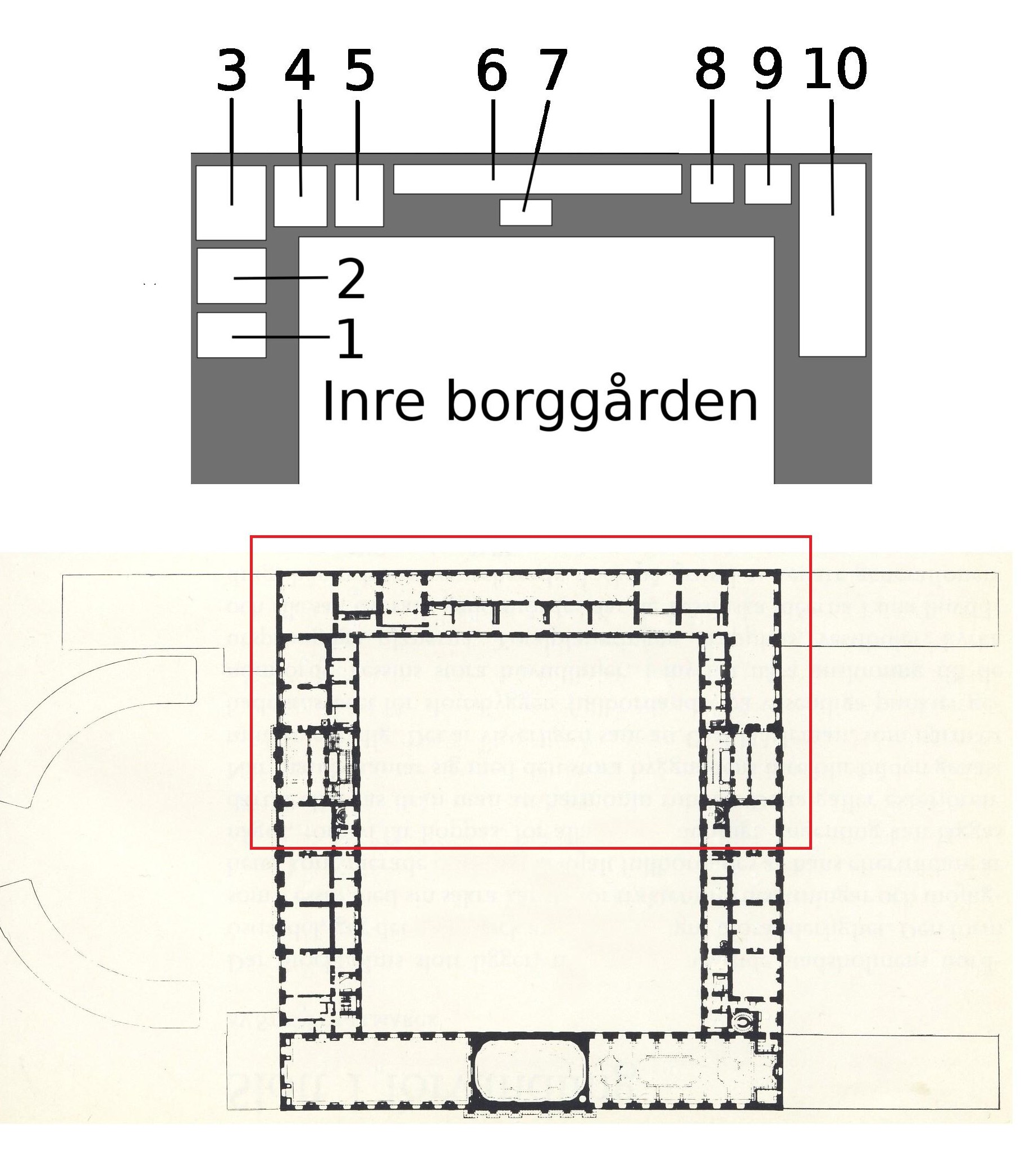
Planskiss över rummen i Festvåningen.
1: Stånddrabantsalen
2: Livdrabantsalen
3: Konseljsalen
4: Audiensrummet
5: Gustav III:s paradsängkammare
6: Karl XI:s galleri
7: Vita kabinettet
8: Sofia Magdalenas paradsängkammare
9: Don Quijotesalongen
10: Vita havet

Festvåningen är en våning två trappor upp i den norra längan på Stockholms slott, och används[sedan när?] för kungaparets representation. I Karl XI:s galleri hålls officiella middagar, bland annat vid statsbesök, efter riksdagsval och för nobelpristagarna. Några gånger varje år hålls konselj med regeringen i konseljsalen.
I ritningarna till slottet var våningen tänkt som kungaparets bostad, men när kung Adolf Fredrik och drottning Lovisa Ulrika flyttade in 1754 kom de att bo i nuvarande Bernadottevåningen. Däremot bosatte sig kronprins Gustav (III) och kronprinsessan Sofia Magdalena i våningen efter sitt bröllop 1766. Bruttoarean är cirka 2 650 m². Våningen har inte använts som bostad sedan Oscar I:s tid.

## Våningens rum

### Stånddrabantsalen
Stånddrabantsalen användes av stånddrabanterna, slottets vaktpersonal. Liksom andra vaktrum i slottet knyter rummets dekor an till rummets funktion, i detta fallet med hjälmförsedda maskaroner. I rummet finns också ett barockskåp med upphöjt krön och dekor i valnöt.

### Livdrabantsalen
Livdrabantsalen är ytterligare ett vaktrum i våningen. Här uppehöll sig livdrabanterna, som skulle skydda kungen. I rummet finns tre marmorstatyer av Karl XI, Gustav II Adolf och Karl X Gustav, utförda av Johan Niclas Byström 1829. Dessa är mindre versioner av de kolossalstatyer av svenska kungar som Karl XIV Johan beställde till ett museum på Djurgården, som dock aldrig förverkligades. Liknande statyer av Gustav II Adolf och Karl XIV Johan finns i Rikssalen, där Oscar I lät sätta upp dem.

### Konseljsalen
Konseljsalen används då konselj med kungen och regeringen hålls på slottet.
Rummet användes som matsal under Gustav III:s regeringstid. Här hölls då på franskt manér publik spisning en gång i veckan inför inbjudna åskådare. Delar av den ursprungliga inredningen från 1700-talets början finns bevarade, till exempel de skulpterade dörrarna i ek som ursprungligen var målade och förgyllda. Rummet fick ny inredning under Karl XV:s regeringstid. De båda vävda tapeterna med motiv ur den antika berättelsen om Jason och Medea är vävda vid Les Gobelins i Paris 1758 och 1765. De var en gåva till Gustav III då denne besökte Frankrike 1771. I rummet finns även äldre tapeter från 1600-talet med motiv från berättelsen om Meleagros (se även Meleagersalongen). De är utförda i Bryssel och på Karlbergs slott, vid den ateljé för föräldralösa flickor som Ulrika Eleonora d.ä. grundade.
Rummets ljuskronor är utförda i Wien på 1860-talet. De skulpterade fåtöljerna från omkring 1700 kommer från Mälsåkers slott i Södermanland. Bordsuret i brännförgylld brons är troligen tillverkat i Augsburg under tidigt 1600-tal. I rummet finns även en samling byster av svenska konungar, dessa är från vänster från dörren till Livdrabantsalen räknat Oscar I, Karl XV, Oscar II, Gustaf V, Gustaf VI Adolf och Karl XIV Johan, varav Oscar II och Gustaf VI Adolf är utförda i brons. Ryttarporträttet av Karl XIV Johan är målat av Fredric Westin.

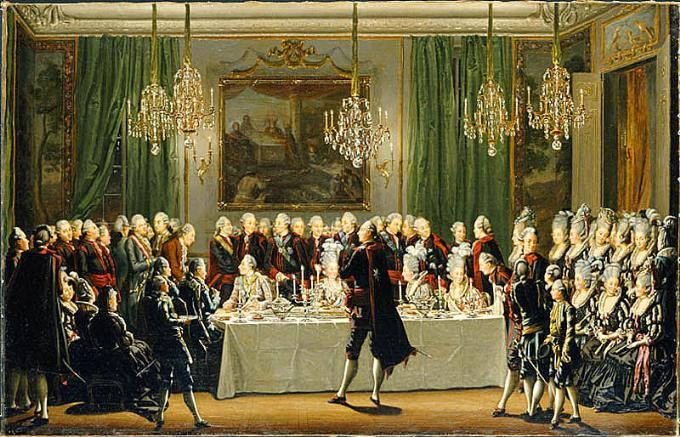
Gustav III:s matsal 1779.
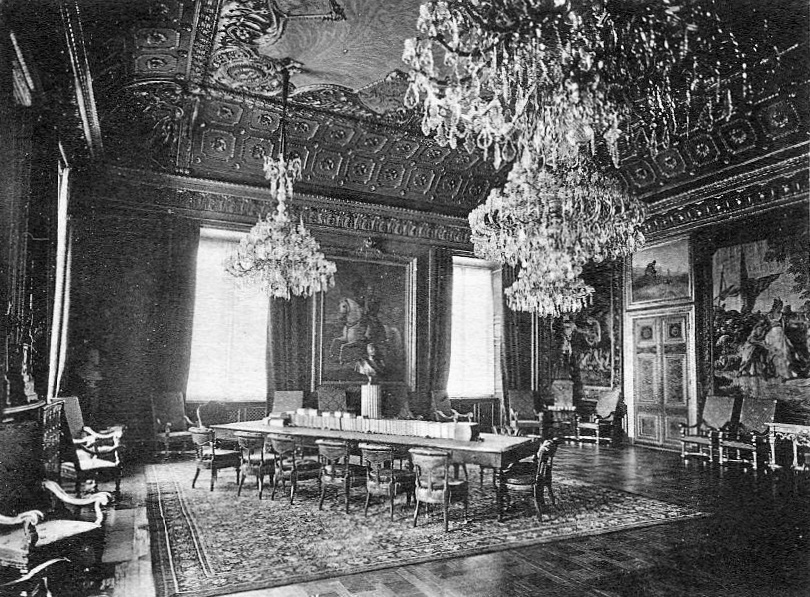
Konseljsalen, tidigt 1900-tal.
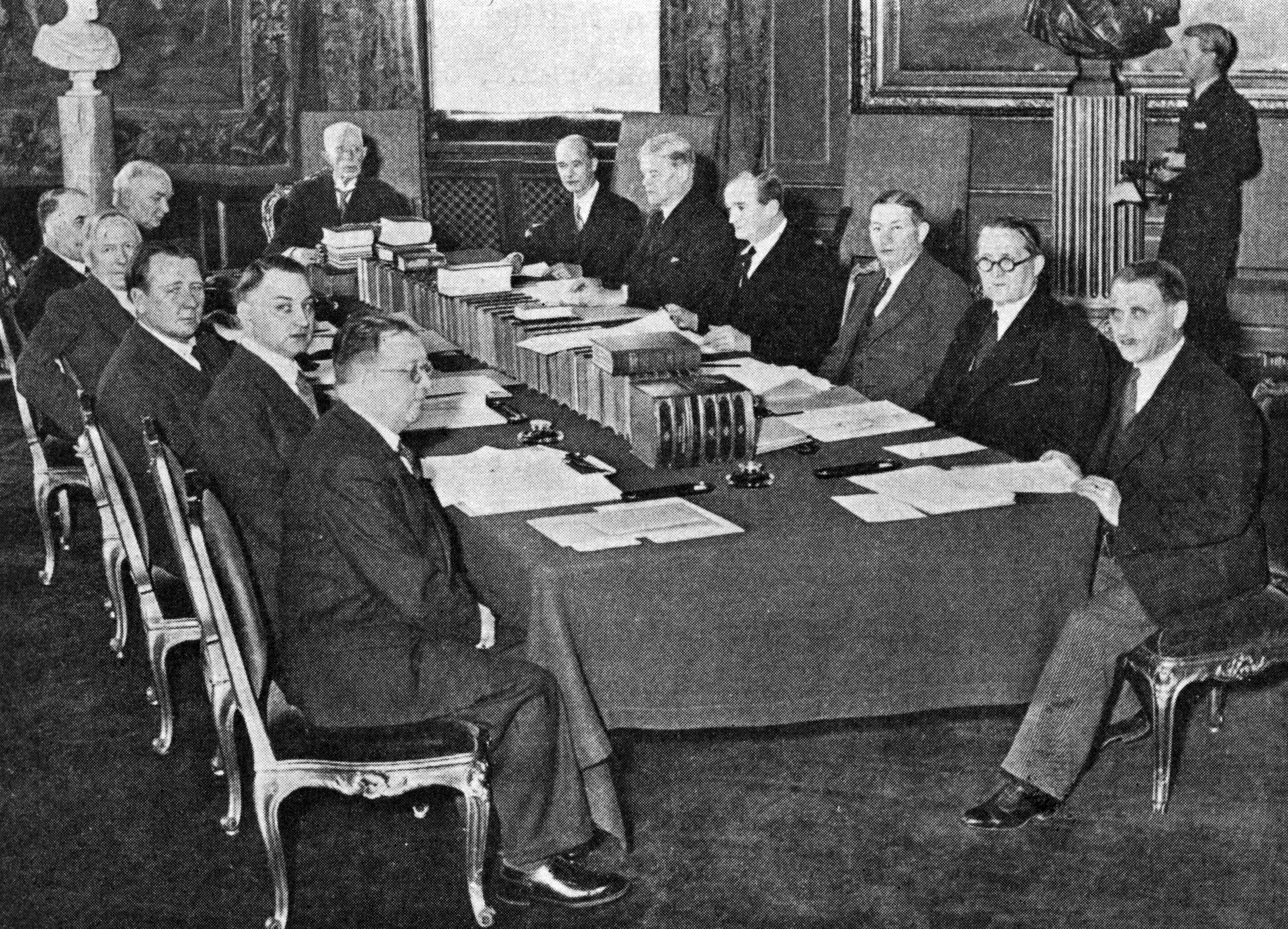
Regeringen Hansson II i konselj med Gustaf V 1938.
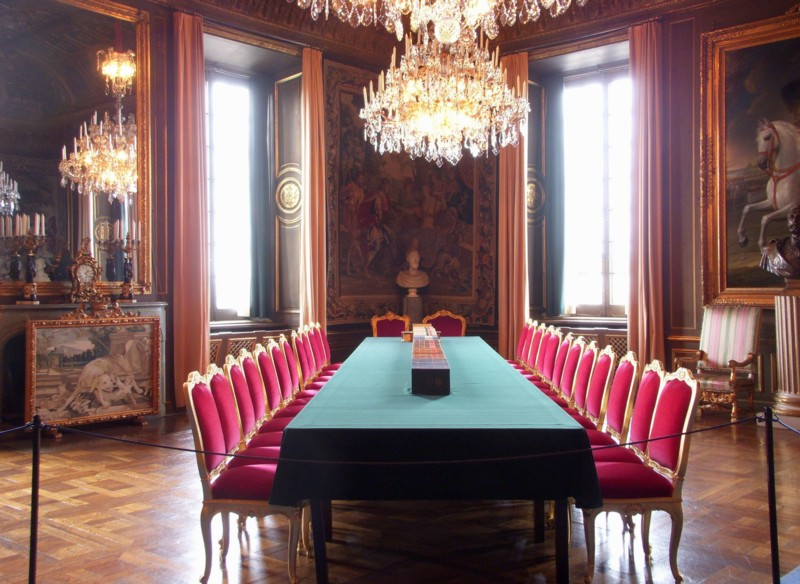
Konseljsalen 2011.

### Audiensrummet
Audiensrummet planerades redan på 1690-talet som sängkammare för Karl XI. På Gustav III:s tid började rummet användas för audienser. I rummet finns en takmålning utförd omkring år 1700 av Jacques Foucquet (Bernard Foucquet d.ä.:s son) och René Chauveau. Den framställer kärleksparet Venus och Mars. Rummets målade dörröverstycken från 1745 visar scener ur Alexander den stores liv och utfördes av Jean Restout. Spisomfattningen är italiensk och förvärvades av Gustav III 1783. Av rummets två karyatider är den ena ett romerskt original från antiken och den andra tillverkad vid mitten av 1700-talet.
Rummets tronhimmel i italiensk renässans kom sannolikt till Sverige med Johan III:s gemål Katarina Jagellonica. De båda kvinnogestalterna går tillbaka på förlagor av Botticelli. De vävda tapeterna med landskapsscener utfördes i Delft inför drottning Kristinas kröning 1650. I rummet finns också en byst av Gustav II Adolf i brons, utförd av Georg Petel i Nürnberg samt två porträtt tillskrivna holländaren Frans Hals.

### Gustav III:s paradsängkammare

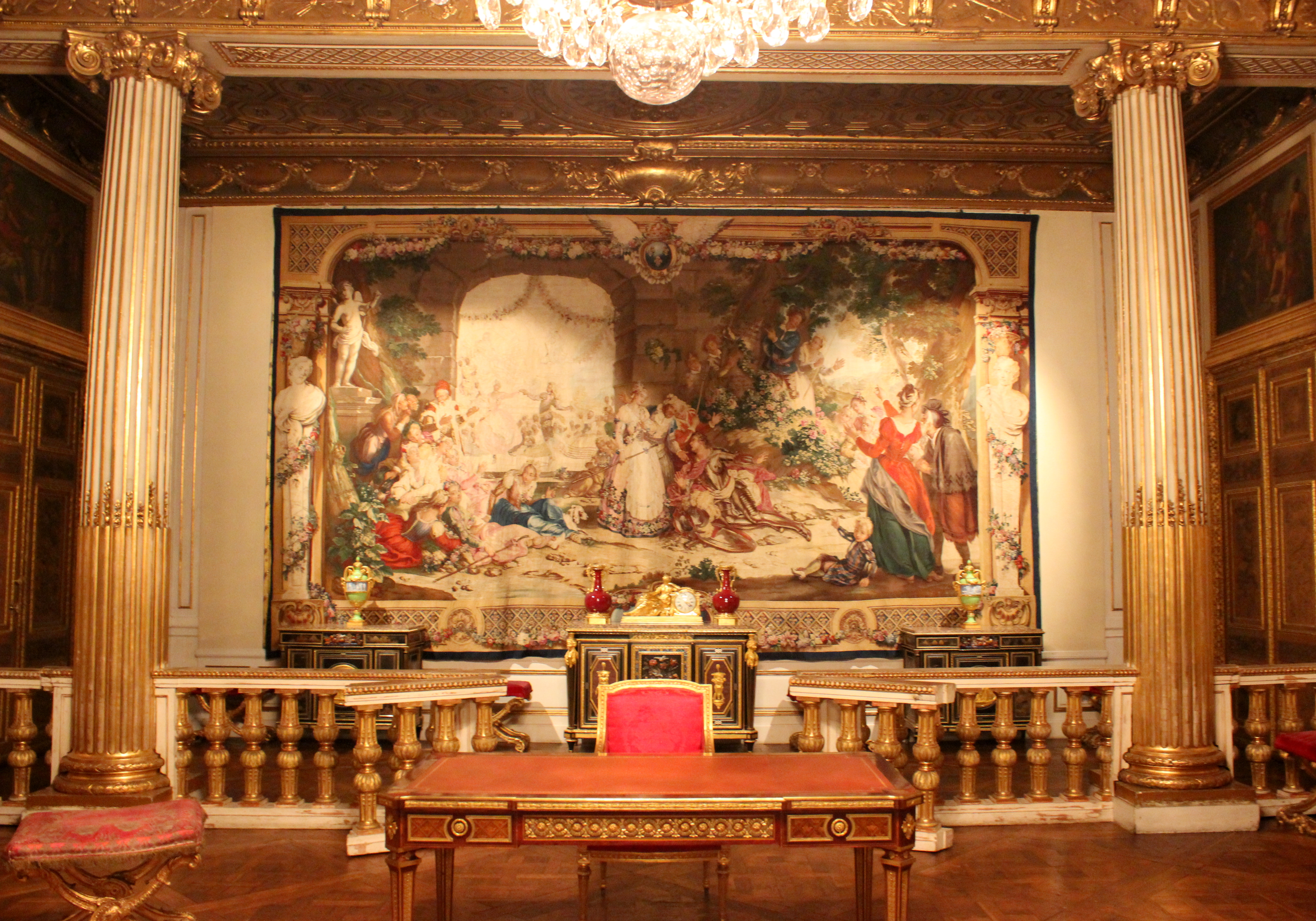
Gustav III:s paradsängkammare. I förgrunden syns Gustav III:s skrivbord utfört av Georg Haupt.

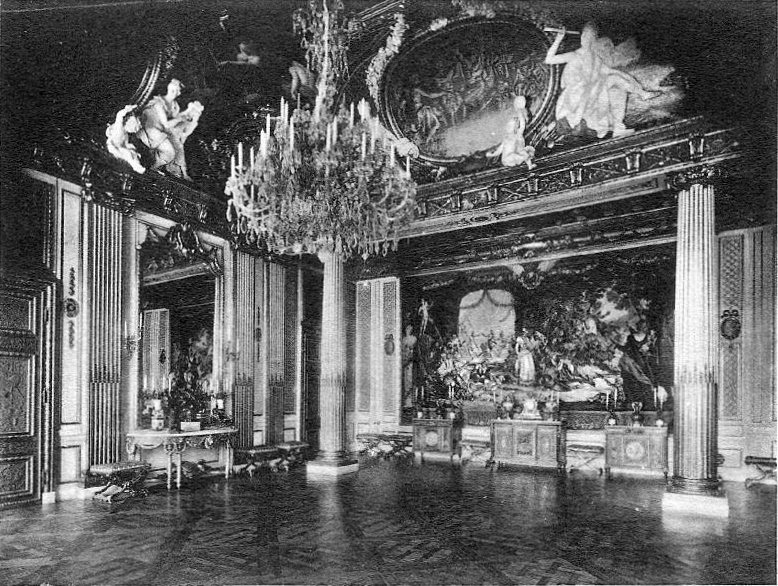
Gustav III:s paradsängkammare, tidigt 1900-tal.

Gustav III:s paradsängkammare var ett av de första rummen på slottet som inreddes i den nyklassicistiska stil som var på modet i slutet av 1700-talet.
Rummet planerades av arkitekt Nicodemus Tessin d.y. som audiensrum. På 1770-talet lät Gustav III inreda två paradsängkammare för sig och sin gemål Sofia Magdalena på ömse sidor om Karl XI:s galleri, det andra rummet är Sofia Magdalenas paradsängkammare. Rummen utformades av Jean Eric Rehn. Gustav III införde också efter franskt mönster le lever, det vill säga en mottagning i rummet i samband med sin morgontoilette. Paradsängen klädd med röd sidendamast stod innanför balustraden. Gustav III avled den 29 mars 1792 i detta rum efter skadorna av skottet på maskeradbalen i operahuset 1792.

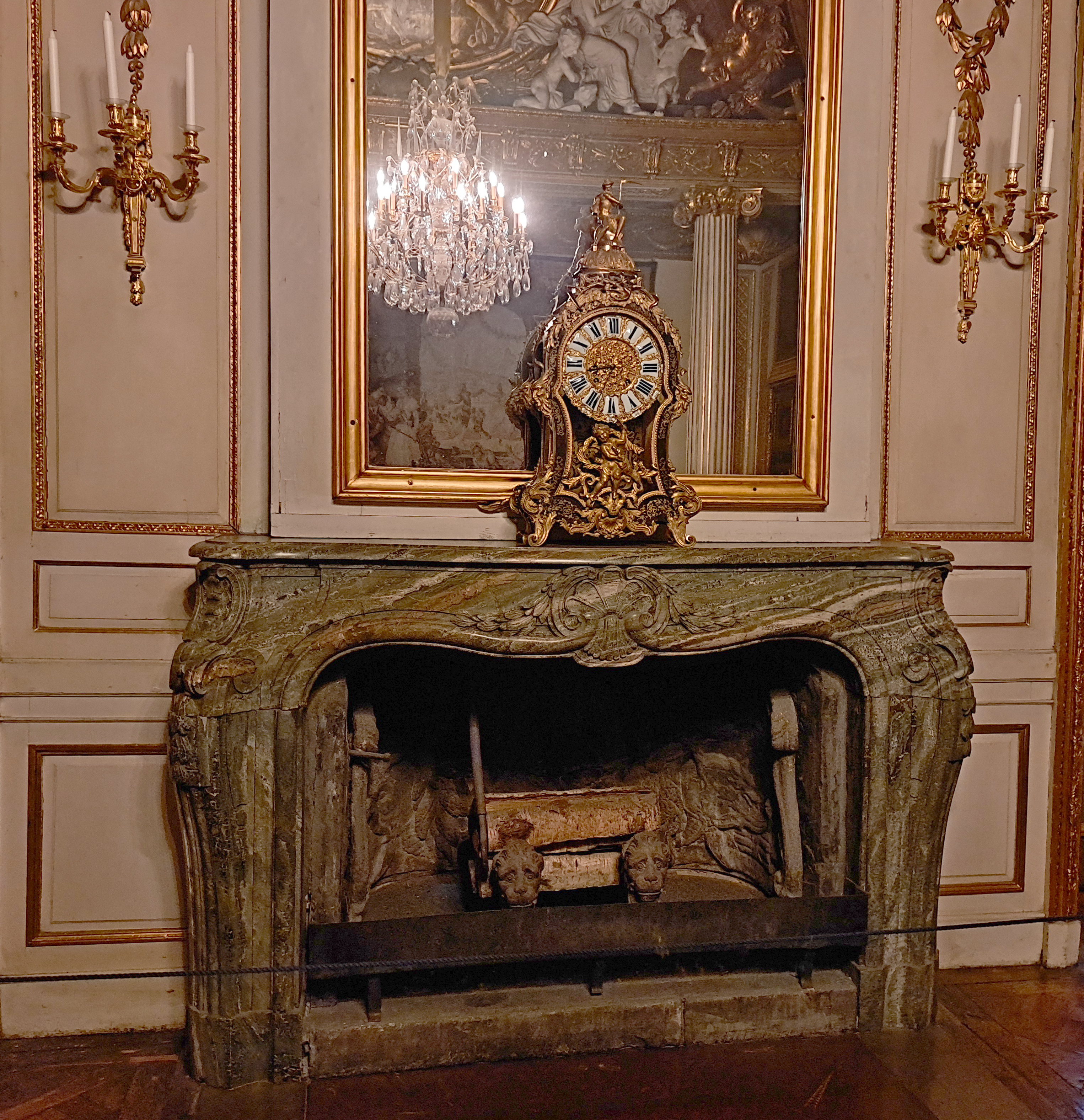
Den öppna spisen i sängkammaren.

Paradsängkammarens takmålning föreställer hur Karl XII uppfostras under beskydd av Olympens gudar. "Gossen på takmålningen är Karl XI:s son, som skulle bli Karl XII." Plafonden målades av den franske dekorationsmålaren Jacques Foucquet och den franske skulptören René Chauveau omkring år 1700. Från samma tid är även fönstersmygarnas dekor av Jacques de Meaux. Jacques Foucquet var verksam i Sverige under åren 1694-1702 och innan han blev aktiv som målare i Stockholm var han anställd vid Ludvig XIV:s hov i Frankrike.
I rummet finns också Gustav III:s skrivbord, utfört av Georg Haupt 1778, på vilket kungens namnchiffer är infällt i skivans fyra hörn. I paradsängkammaren finns också två byster. Den ena föreställer Gustav III och är utförd av Johan Tobias Sergel, den andra bysten föreställer Karl XII och är utförd av Jacques Philippe Bouchardon. De tre skåpen i rummet är tillverkade av Adam Weisweiler i Paris 1784 och gjorda av ebenholts. De är rikt dekorerade och har reliefer av halvädelsten. Relieferna är hämtade från möbler som tillhört Ludvig XIV.

### Karl XI:s galleri
Ej att förväxla med galleriet med samma namn på Drottningholms slott.

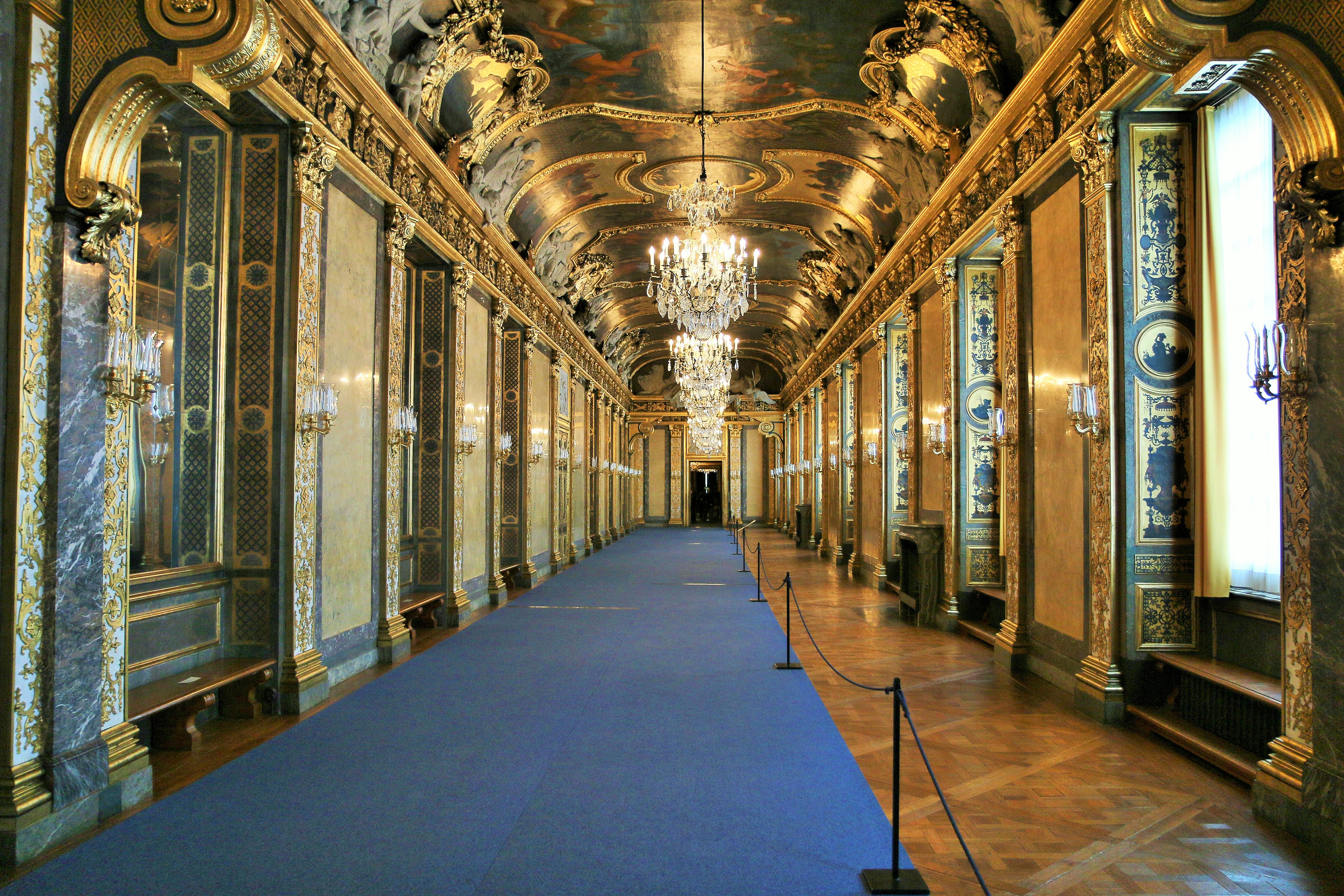
Karl XI:s galleri, 2016.

Karl XI:s galleri eller Stora galleriet ligger i slottets norra länga; dess fönster vetter mot Slottskajen. Rummet betraktas som ett av slottets mest praktfulla. Dess interiör är ett av de främsta exemplen på senbarockstil i Sverige.
I Karl XI:s galleri ges officiella middagar och banketter. Bordet dukas då med svenska och franska silverföremål från slutet av 1700-talet och början av 1800-talet. Porslin och glas är från 1800-talet och 1900-talet.
Den berömda spegelsalen i slottet i Versailles har fungerat som förebild för Karl XI:s galleri. Varje fönster motsvaras av speglar på innerväggen. Både fönstren och speglarna ramas in av pilastrar i vit marmor. Rummets innertak är försett med takmålningar och skulpterad dekor av Jacques Foucquet den yngre och René Chauveau. Dekoren är en hyllning till Karl XI och hans gemål Ulrika Eleonora. På båda sidor om mittplafonden är deras porträttbyster placerade. Parkettgolvet i rummet består av meterstora rutor av ek. Golvet utfördes i början av 1700-talet efter franska förebilder.
Den del av Karl XI:s galleri som ligger närmast Gustav III:s paradsängkammare kallas krigskabinettet, medan motsvarande del i galleriets andra ände, närmast Sofia Magdalenas paradsängkammare, kallas fredskabinettet.

### Vita kabinettet
Vita kabinettet är inrett i gustaviansk stil. Inredningen ritades av Jean Baptiste Masreliez år 1780. Den förgyllda stuckaturen i taket härstammar dock från en äldre inredning i rummet. I plafondens mitt avbildas riksregalierna. I rummet finns en byrå av Georg Haupts hand, som kan fällas ut och bli en säng. Den användes av Gustav III:s livpage.

### Karl XIV Johans sängkammare

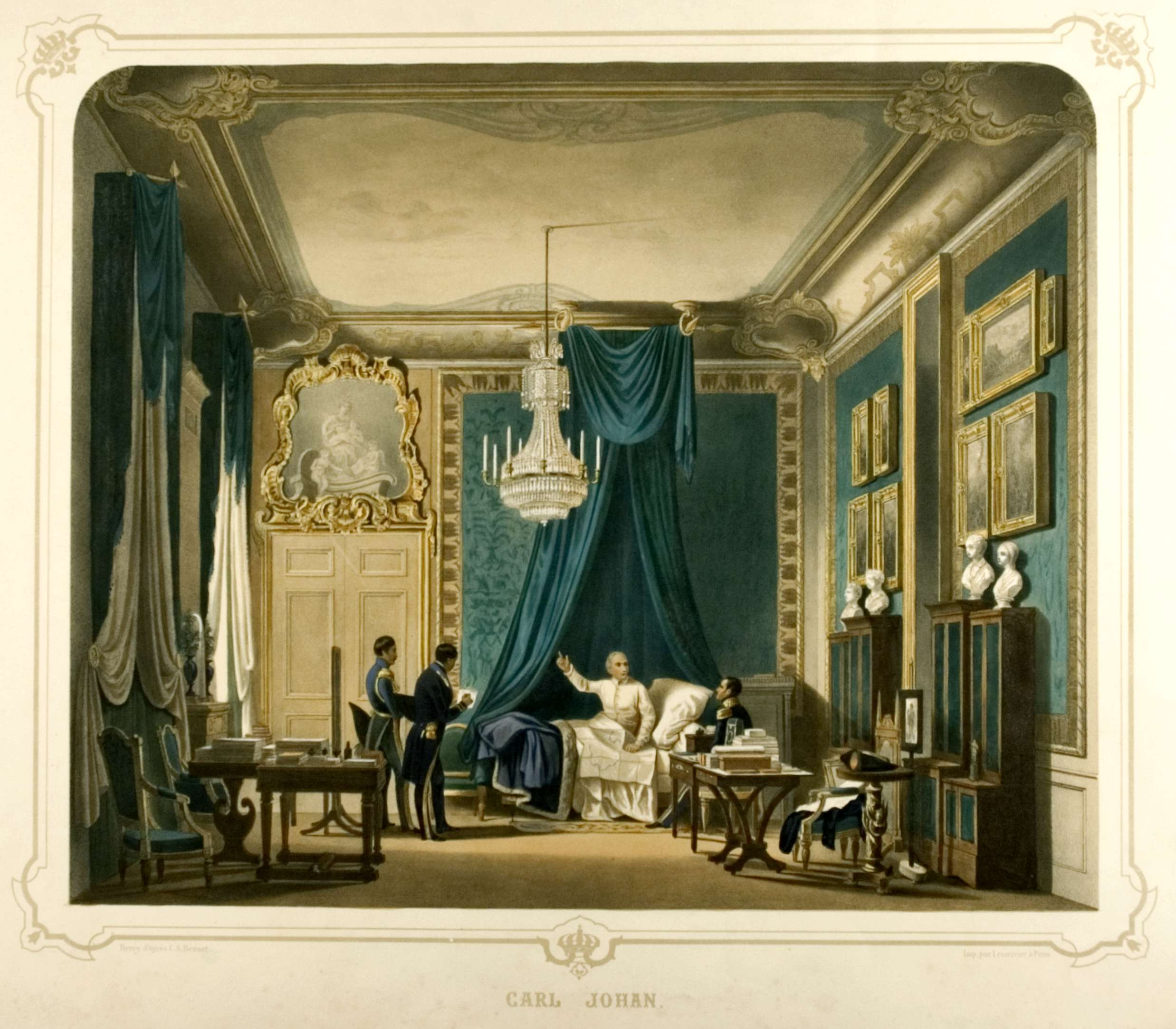
Karl XIV Johans "sängkammarregemente" 1843.
Litografi av Carl Stefan Bennet.
Norsk Folkemuseum.

I nuvarande festvåningen återfanns under 1800-talet Karl XIV Johans sängkammare, i det näst ostligaste rummet mellan Karl XI:s galleri och borggården.

### Sofia Magdalenas paradsängkammare
Sofia Magdalenas paradsängkammare var ett av de första rummen på slottet som inreddes i den nyklassicistiska stil som var på modet i slutet av 1700-talet. På 1770-talet lät Gustav III inreda två paradsängkammare för sig och sin gemål Sofia Magdalena på ömse sidor om Karl XI:s galleri, det andra rummet är Gustav III:s paradsängkammare. Rummen utformades av Jean Eric Rehn.
Paradsängkammarens takmålning föreställer Moder Svea, omgiven av fyra kvinnogestalter som symboliserar de fyra för den tiden kända världsdelarna Europa, Afrika, Asien och Amerika. Över Moder Sveas huvud syns Nordstjärnan.
I paradsängkammaren finns en del möbler och föremål i original från 1700- och 1800-talen, däribland bord av Jean Baptiste Masreliez, blå kinesiska urnor och kandelabrar i brons utförda i Frankrike på 1780-talet. Dessutom finns porträtt av drottning Josefinas föräldrar, Eugène de Beauharnais och Augusta av Bayern. De är utförda av François Gérard. På eldskärmen kan man se scener ur La Fontaines fabler.

### Don Quijotesalongen

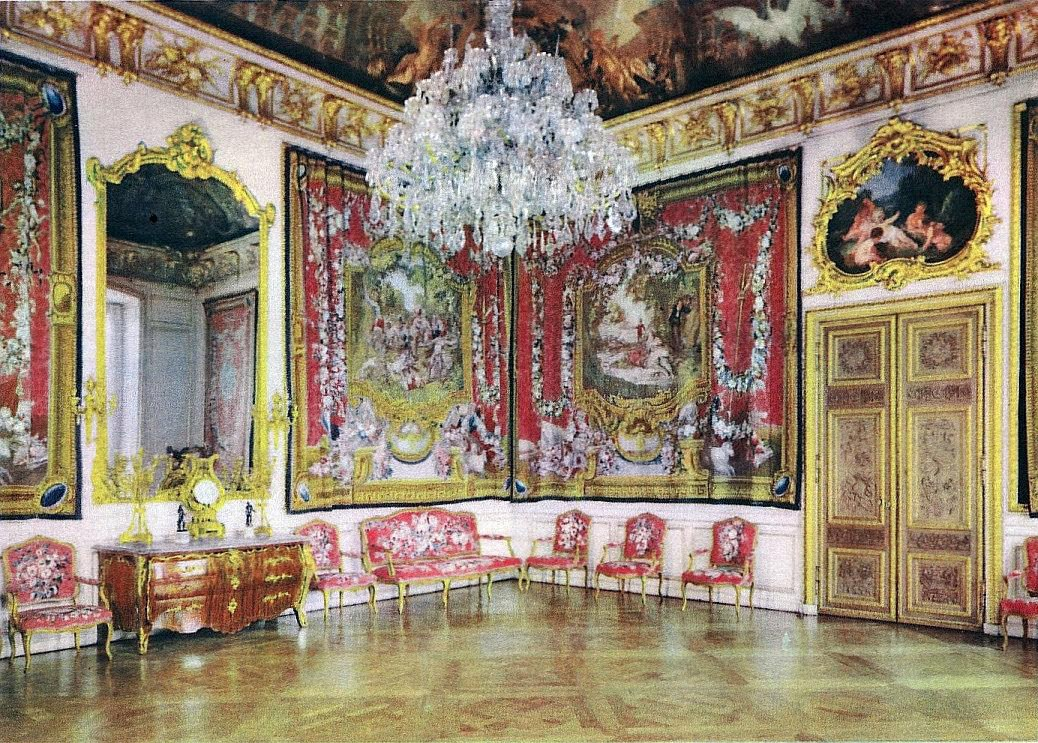
Don Quijotesalongen, 1938.

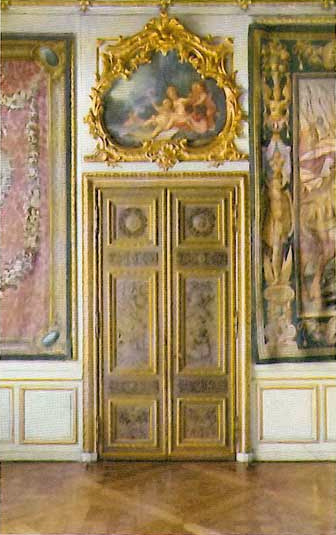
Dörröverstyckena i Don Quijotesalen är målade av François Boucher.

Don Quijotesalongen har fått sitt namn efter de vävda tapeterna med motiv hämtade ur den spanske författaren Miguel de Cervantes berättelse om hjälten Don Quijote. Tapeterna och klädseln på rummets möbler vävdes vid Les Gobelins i Paris på 1770-talet. De var en gåva till Gustav III från Ludvig XVI. De gavs till Gustav III vid hans besök i Frankrike 1784. Tapeternas motiv var dåtidens mest populära motiv av tillverkaren Les Gobelins. Motiven återfinns i många slott och herresäten runt om i Europa, men i olika utföranden. På tapeterna som ligger närmast fönstren finns den franska kungens monogram invävda. Några av stolarna i rummet är tillverkade av stolmakaren Jean-Baptiste Lebas i Paris vid 1700-talets mitt. Den stora byrån är signerad David Gabriel Stumpff i Stockholm på 1750-talet. Salongen är dekorerad i rokokostil, en stil från 1700-talet och romantiken. Rokokostilen känns igen på sina lekfulla, graciösa och organiska former.
I Don Quijotesalongen finns också takmålningar av den franske konstnären Guillaume-Thomas-Raphael Taraval. Taraval införde rokokons dekorationsstil tillsammans med franska blomster- och ornamentsmålare. Dessa plafonder målades 1745 och de föreställer Olympens drottning gudinnan Juno omgiven av de fyra vindarna, Boreas, den grekiska guden för nordanvinden, som bodde i Trakien, Zephyrus, västanvinden, Notos, sunnanvinden och Euros, östanvinden.
Dörröverstyckena är målade av François Boucher och inköpta i Paris 1745. De är infällda i ramar, som är rikt ornamenterade och de är skulpterade av ornamentsbildhuggaren Gustaf Johan Fast efter Jean Eric Rehns ritningar. Dörrarna är av ek och målade i guld.

### Vita havet
Vita havet var ursprungligen två rum, drottningens matsal och drottningens drabantsal. Rummen renoverades och möblerades i mitten av 1700-talet för 60 000 daler silvermynt och 100 000 daler silvermynt respektive som motsvarar idag cirka 11 miljoner kronor. Matsalen kallades Vita havet, ett namn som kom att beteckna hela rummet efter att väggen rivits och de två rummen sammanslogs för Vita havet. I samband med middagar i Karl XI:s galleri möbleras Vita havet som en salong med sittgrupper. Rummet används då som sällskapsrum före eller efter middagen. Rummet är slottets största rum efter rikssalen och slottskyrkan. Vita havet har även en orkesterläktare
och fungerar som slottets balsal, såsom vid kronprinsessbröllopet 2010. I rummet finns ca 260 föremål utställda; däribland en stor 1700-tals matservis från Sèvres.
Vita havet fick sitt nuvarande utseende vid en ombyggnad 1845 under arkitekten Axel Nyströms ledning. Man rev då mellanväggen och det nya rummet blev en bankett- och balsal för Oskar I och drottning Josefina. På musikläktaren återfinns deras namnchiffer. Golvet har parkettbeläggning av ek med inläggningar av palisander, björk, mahogny, satiné, citron och ebenholts och det är utfört samtidigt av slottssnickaren Heinrich Dumrath. På salens kortsida finns en öppen spis i vit marmor och som är utförd av skulptören Johan Niclas Byström.
Det var tre målare som tillsammans utförde plafondmålningarna i Vita havet. Plafondmålningen i rummets norra del och södra plafondens ramverk är utförda av den italienske dekorationsmålaren och arkitekten Domenico Francia. Södra plafondens mittparti målades av den fransk-svenske målaren Guillaume-Thomas-Raphael Taraval assisterad av dekorationsmålaren Johan Pasch. Domenico Francias målade skickligt plafonden med skenperspektiv. De skenperspektiviska arkaderna med deras livliga och brokiga figurscener längs takkanten i salens södra del betraktas bäst från fönsterväggens mitt.

## Historiska bilder av Vita havet

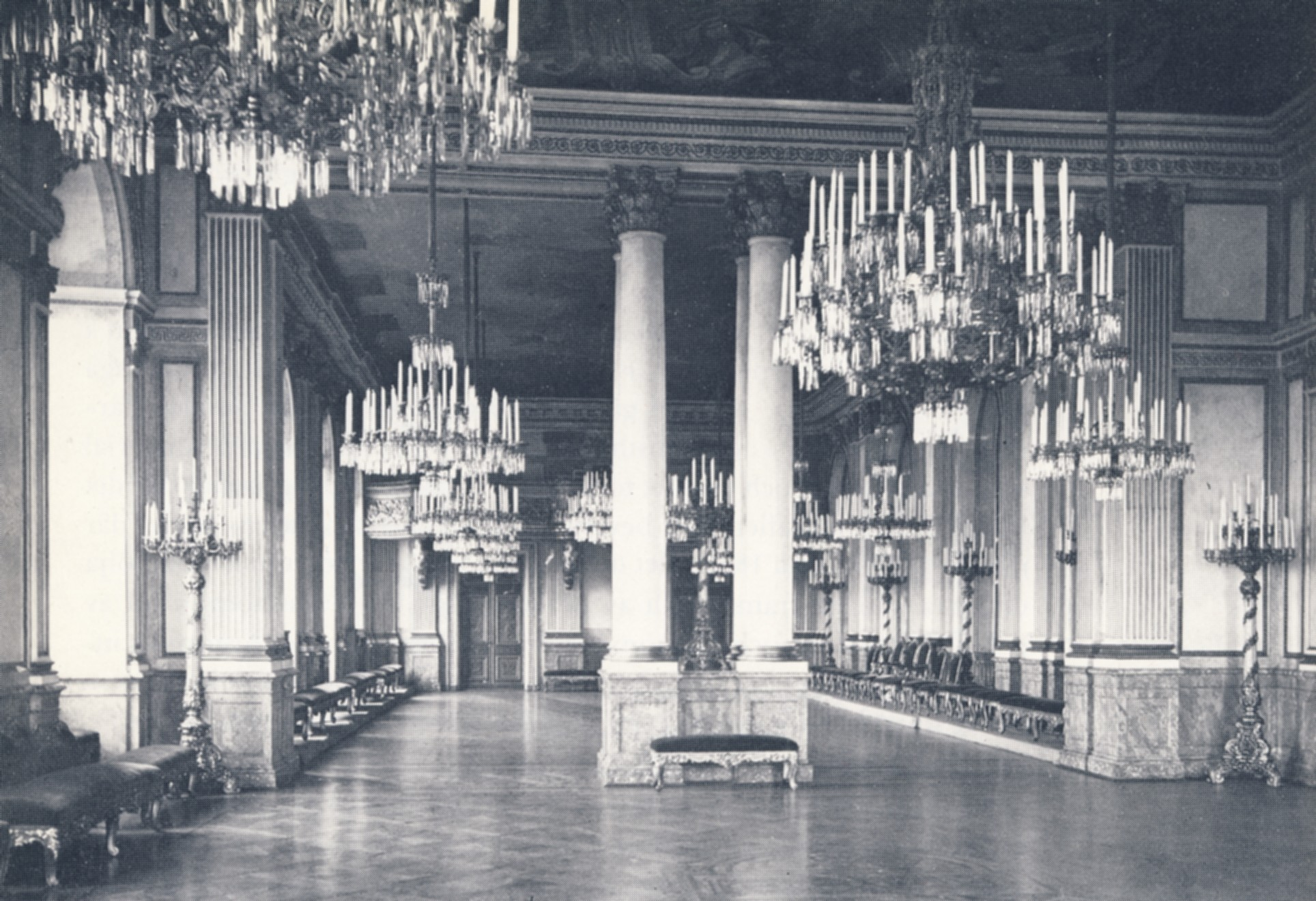
Vita havet 1870.
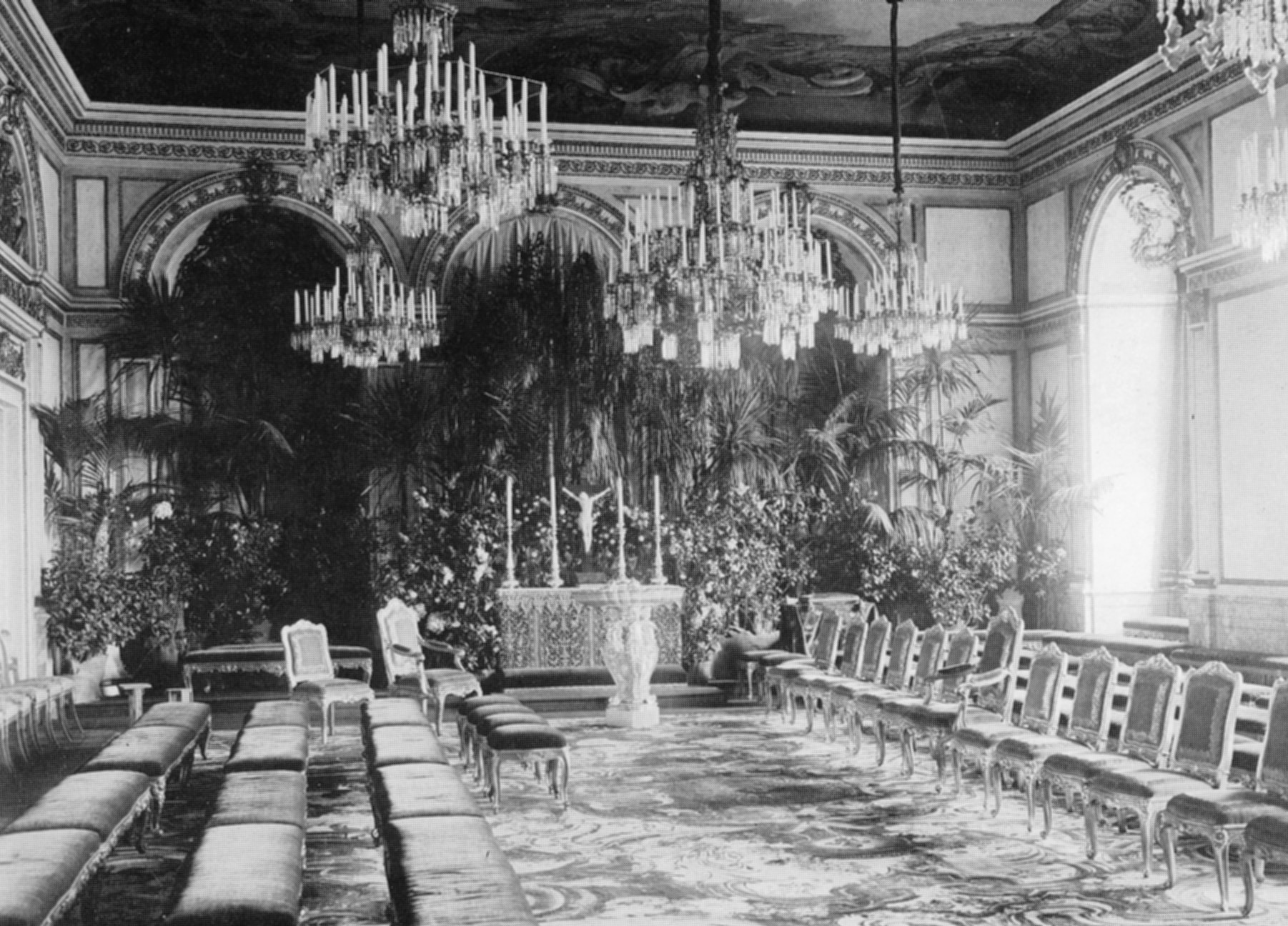
Vita havet vid prinsdopet 1906.
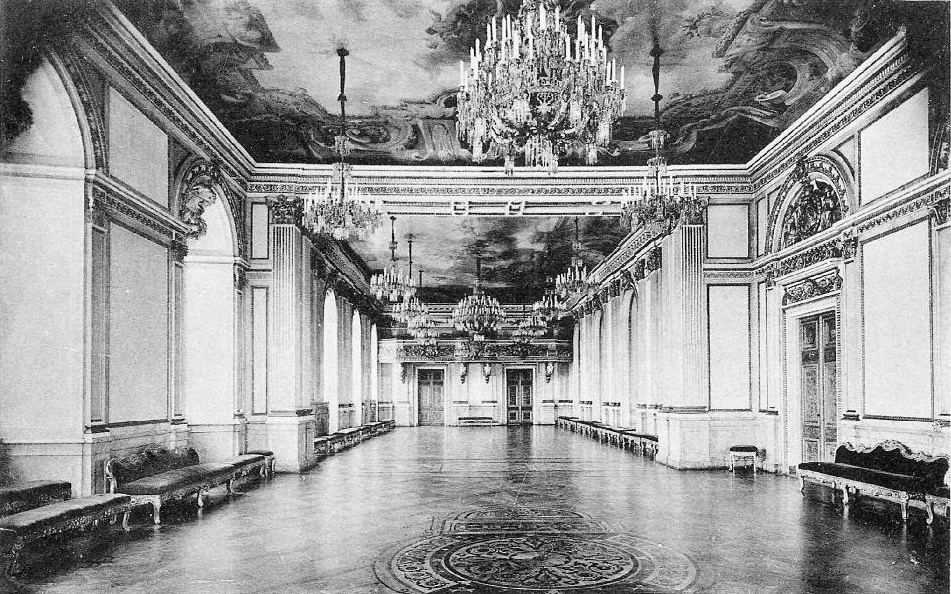
Vita havet i början av 1900-talet.
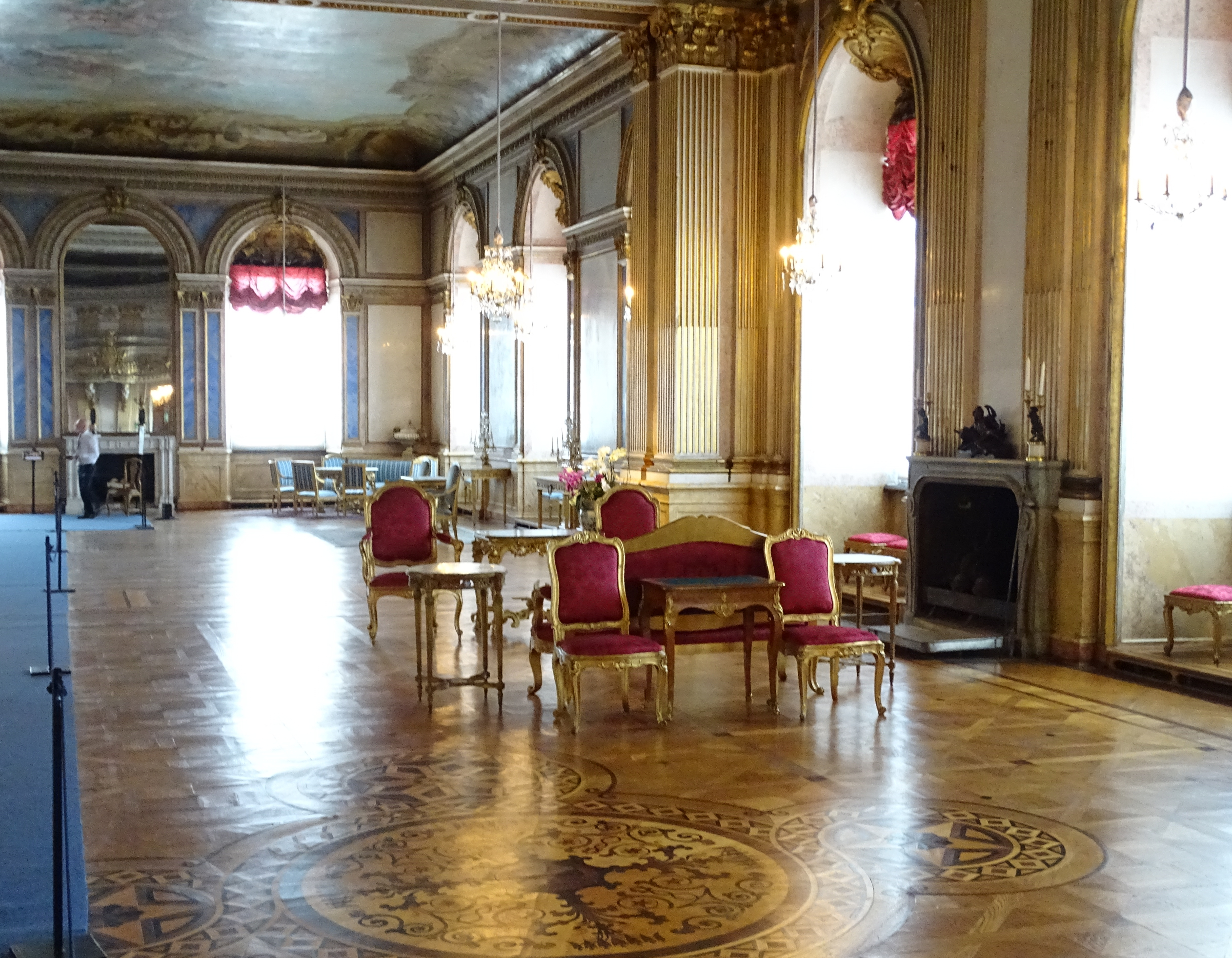
Vita havet. I fonden syns den öppna spisen i vit marmor utförd av Johan Niclas Byström.